# Gisund
Der Gisund – der Name bedeutet Krummer Sund – ist eine 35 km lange Meerenge zwischen der Insel Senja und dem norwegischen Festland innerhalb der Gemeinde Senja im Fylke (Provinz) Troms.

## Der Sund
Der Sund verbindet den Finnfjord, der sich nördlich an den Solbergfjord anschließt, im Süden mit dem Malangsfjord (Malangen) im Norden.

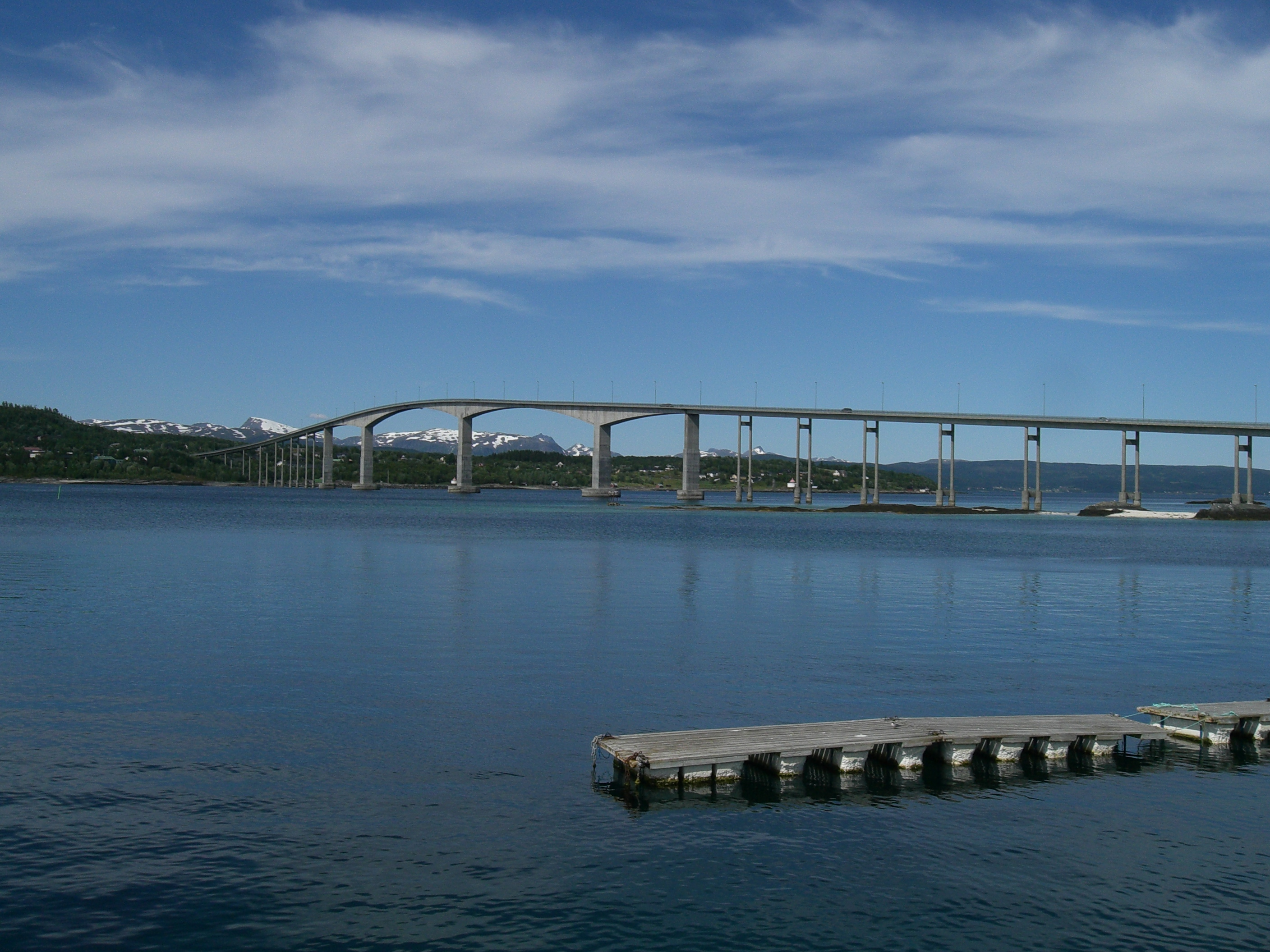
Die Gisundbrücke bei Finnsnes

Der Gisund beginnt im Süden etwa 1 km südlich der 1.147 m langen Gisundbrua (Gisundbrücke), die ihn bei Finnsnes überquert, und windet sich in mehreren, teilweise engen Krümmungen nach Norden. An seiner engsten Stelle bei Gibostad ist er weniger als 600 m breit, an seiner breitesten zwischen Skognes und Leiknes sind es etwa vier Kilometer. An der Gisundbrücke ist er einen Kilometer breit.
Der Sund ist die Hauptschifffahrtsstraße für den Küstenverkehr zwischen Harstad und Tromsø und wird von den Schiffen der Hurtigruten befahren. Bei Leiknesodden hat es wegen einer Moräne, die unter Wasser in die Enge ragt, viele Grundberührungen gegeben. Seit 2009 werden die schwierigsten Bereiche daher für 130 Millionen NOK ausgebaggert.

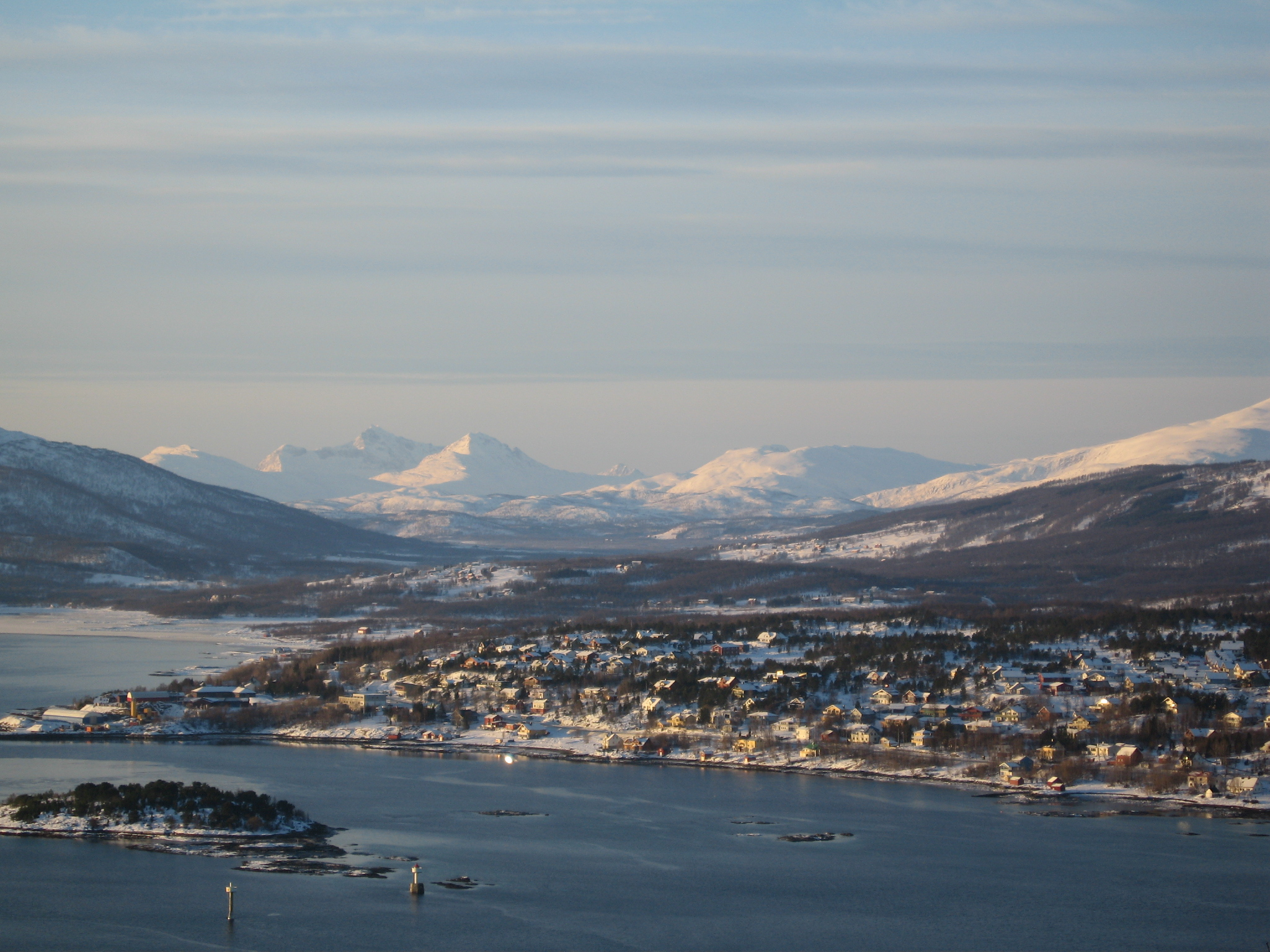
Silsand am Gisund, vorn links die Insel Laukhelløya

## Verkehr
Im Jahre 1972 wurde die Gisundbrua zwischen Finnsnes und Silsand eingeweiht, die die Provinzstraße FV86 vom Festland auf die Insel Senja, die zweitgrößte Insel Norwegens, führt. Sie ist 1.147 m lang und hat 25 Bögen; der Hauptbogen mit der Schiffsdurchfahrt ist 142,5 Metern breit und hat eine lichte Höhe von 41 m.
Bis 1985 gab es auch eine Fährverbindung über den Gisund zwischen Bjorelvnes auf dem Festland und Gibostad auf Senja.